# L'Amour d'une mère (téléfilm)
Pour les articles homonymes, voir L'Amour d'une mère (homonymie).
Pour plus de détails, voir Fiche technique et Distribution.
L'Amour d'une mère ou Le Défi d'une mère au Québec (Miracle Run) est un téléfilm dramatique américain réalisé par Gregg Champion, et diffusé le 9 août 2004 sur Lifetime.
Ce film est inspiré d'une histoire vraie.

## Synopsis
Le film commence par un flashback d'une mère (Corine Morgan-Thomas) sur ses deux enfants autistes de sept ans (Philip et Stephen). Philip répète ce qu'il entend dire (qu'on appelle l'écholalie) et Stephen est mutique. Les médecins affirment qu'il n'existe aucun traitement susceptible de les guérir.
Le choc passé, Corinne s'aperçoit que ses amis lui tournent le dos petit à petit, et décide de se battre pour offrir la vie la plus normale à ses fils. Elle insiste alors auprès des professeurs de lycée pour que Steven et Philip puissent suivre une scolarité normale...

## Fiche technique
- Titre original : Miracle Run
- Titre français : L'Amour d'une mère ou Le Défi d'une mère en DVD
- Titre québécois : Le Défi d'une mère
- Réalisation : Gregg Champion
- Scénario : Mike Maples
- Direction artistique : Cary White
- Costumes : Peggy Stamper
- Photographie : Gordon Lonsdale
- Musique : Joseph Conlan
- Montage : Gib Jaffe
- Production : John J. Anderson et Randi Richmond
- Sociétés de production : Granada Entertainment et Patriarch Pictures Inc.
- Société de distribution : Lifetime Movie Network
- Pays d'origine :  États-Unis
- Langue originale : anglais
- Genre : drame
- Durée : 96 minutes
- Dates de diffusion :
  -  États-Unis : 9 août 2003
  -  France : 10 mars 2005 sur TF1

## Distribution
- Mary-Louise Parker (VF : Rafaèle Moutier) : Corrine Morgan-Thomas, la mère
- Aidan Quinn (VF : Patrick Borg) : Douglas Thomas
- Zac Efron : Steven Morgan
- Bubba Lewis : Phillip Morgan
- Jake Cherry : Steven, jeune
- Jeremy Shada (en) : Phillip, jeune
- Alicia Morton : Jennifer
- Michael Arata (en) : Brian

- Version française
  - Studio de doublage : Mediadub International
  - Direction artistique : Pauline Brunel
  - Adaptation des dialogues : Linda Bruno

 Selon le carton du doublage français télévisuel.

## Production
Toutes les scènes du film ont été filmées à La Nouvelle-Orléans, en Louisiane.

## Distinctions

### Récompense
- Young Artist Awards 2005 : Meilleur téléfilm ou « special familiale »

### Nominations
- Primetime Emmy Awards 2005 : Meilleure musique pour une mini-série ou un téléfilm pour Joseph Conlan
- Young Artist Awards 2005 : Meilleure prestation dans un téléfilm, mini-série ou special - Second rôle masculin pour Zac Efron